# 亞歷山大·奧莫特·基爾德
亞歷山大·奧莫特·基爾德（挪威語：Aleksander Aamodt Kilde，1992年9月21日—），挪威高山滑雪運動員，他代表挪威隊參加了中國舉行的2022年冬季奧林匹克運動會，並且在男子全能比賽上獲得銀牌。

## 外部連結
- 亞歷山大·奧莫特·基爾德在FIS (alpine)（英语）
- 亞歷山大·奧莫特·基爾德在Olympics.com（英语）
- 亞歷山大·奧莫特·基爾德在Olympedia（英语）
- 亞歷山大·奧莫特·基爾德在Ski-DB Alpine Ski Database
- 亞歷山大·奧莫特·基爾德在Sports Reference
- 亞歷山大·奧莫特·基爾德在国际奥林匹克委员会的资料
- Norwegian Ski Team – Aleksander Aamodt Kilde （挪威語）
- Atomic Skis – athletes – Aleksander Kilde （页面存档备份，存于）